# Легенда про Сурамську фортецю
«Легенда про Сурамську фортецю» (груз. «ამბავი სურამის ციხისა») — радянський художній фільм 1984 року, знятий на кіностудії «Грузія-фільм».

## Сюжет
Фільм присвячується грузинським воїнам усіх часів, які віддали життя за Батьківщину. В основі його лежить стародавня грузинська легенда: готуючись до захисту своєї країни від нападу іноземних поневолювачів, народ зводив фортецю, але кожен раз, коли стіна досягала рівня даху, вона обрушувалася. «Стіна вистоїть, якщо в неї буде замурований найпрекрасніший хлопець», — сказала ворожка. І знайшовся юнак, який скоїв самопожертву заради порятунку Вітчизни. Завдяки цій жертві фортеця була споруджена, і ніхто і ніщо вже більше не могло її зруйнувати.

## У ролях
- Софіко Чіаурелі — Гулісварді (Вардо)
- Лела Алібегашвілі — Вардо в юності
- Давид Абашидзе — Осман-ага; волинщик
- Зураб Кіпшидзе — Дурмишхан, коханець Вардо
- Леван Учанейшвілі — Зураб
- Веріко Анджапаридзе — стара гадалка
- Гіві Тохадзе — придворний князя
- Вадим Спиридонов — текст від автора

## Знімальна група
- Режисери — Сергій Параджанов, Давид Абашидзе
- Сценарист — Важа Гігашвілі
- Оператор — Юрій Клименко
- Композитор — Джансуг Кахідзе
- Художник — Олександр Джаншиєв